# Ihsídidák
Az Ihsídidák egy iráni török származású egyiptomi emírdinasztia tagjai voltak a 10. században, 935 és 969 között. Uralmuk Egyiptomon túl Núbiára, a Levantére, a Hidzsázra és a Magreb keleti részére is kiterjedt. Az iszmáilita Fátimidák buktatták meg őket.

## Történetük
Egyiptomot 905-ben sikerült visszaszereznie az Abbászida kalifáknak a Túlúnidáktól. 935-ben nevezte ki ar-Rádí a ferganai Muhammad ibn Tugdzsot egyiptomi helytartónak, akit 939-ben a tartomány helyzetének rendezéséért megtisztelő perzsa ihsíd (herceg, fejedelem) címmel ruházott fel. Al-Ihsíd hamarosan elszakadt a Muhammad ibn Ráik befolyása alá került központi hatalomtól, és 946-ig tartó uralma során megszerezte Szíriát és Palesztinát, illetve csapatai bevonultak Mekkába és Medinába, megvetve ezzel a Hidzsáz későbbi egyiptomi függésének alapjait.
945-ben új ellenfelek bukkantak fel a keleti határon: Bagdadban az iráni Buvajhidák lettek az urak, ugyanekkor Aleppót elszakították a moszuli Hamdánidák, akik folyamatos hatalmi rivalizálást folytattak az egyiptomi dinasztiával.
Még 923-ban vásárolta meg al-Ihsíd az Abu l-Miszk Káfúr nevű núbiai rabszolgát, aki rendkívül tehetségesnek bizonyult az államügyek intézése terén, ezért az emír felszabadította, és rábízta fiai nevelését. Így történt, hogy 946-ban, amikor Ibn Tugdzs meghalt, gyakorlatilag Káfúr irányítása alá került birodalma: fiai, Abu l-Kászim Únúdzsúr (946–961), de még inkább Abu l-Haszan Ali (961–966) csak bábok voltak a mindenható miniszter kezében.
A kultúrát is bőkezűen támogató Káfúr 966-ban úgy döntött, hogy maga veszi át a hatalmat Egyiptom felett, azonban 968-ban már el is hunyt. Mutanabbi, a híres arab költő számos dicskölteményt írt hozzá, életútját és érdemeit innen ismerjük jól. Az utolsó Ihsídida Abú l-Favászim Ahmad, Alí fia volt. Ahmad uralkodása igen rövid ideig tartott: Dzsauhar asz-Szikilli, az Észak-Afrikát 909 óta uraló Fátimidák zseniális hadvezére 969-ben betört Egyiptomba, és egészen a Nílusig jutott. Az emír vezírjével kötött, számukra védelmet ígérő szerződés értelmében a helyi szunniták kevés ellenállást tanúsítottak a radikális síita hódítókkal szemben.
Dzsavhar 972-ig töltötte be az egyiptomi helytartói rangot, eközben megalapította Kairó (al-Káhira, a győzedelmes) városát Fusztát közelében, benne a világhírű Azhar-mecsettel.

## Uralkodók
| Uralkodó | Születési idő   | Halálozási idő  | Élethossz | Uralkodási idő  | Uralkodási évek | Megjegyzés                       |
| -------- | --------------- | --------------- | --------- | --------------- | --------------- | -------------------------------- |
| Muhammad | 882. február 5. | 946. július 24. | 64 év     | emír: 935 – 946 | 11 év           |                                  |
| Unúdzsúr | ?               | 961 januárja    | ?         | emír: 946 – 961 | 15 év           | Ibn Tugdzs fia.                  |
| Ali      | ?               | 966 januárja    | ?         | emír: 961 – 966 | 5 év            | Ibn Tugdzs fia.                  |
| Káfúr    | 905 körül       | 968 áprilisa    | kb. 63 év | emír: 966 – 968 | 2 év            | Núbiai fekete rabszolga, eunuch. |
| Ahmad    | 957             | 969 után        | 12< év    | emír: 968 – 969 | 1 év            | Ali kiskorú fia.                 |